# Hill 'n Dale (Floride)
Hill 'n Dale est une census-designated place du comté de Hernando, dans l'État de Floride, aux États-Unis,. En 2020, elle compte une population de 2 212 habitants.